# Spirosperma nikolskyi
Spirosperma nikolskyi är en ringmaskart som först beskrevs av Lastockin och Sokolskaya 1935.  Spirosperma nikolskyi ingår i släktet Spirosperma och familjen glattmaskar. Inga underarter finns listade i Catalogue of Life.